# جورج ر. غاردنر
جورج ر. غاردنر (بالإنجليزية: George R. Gardner)‏ هو فلاح وقاضي وسياسي أمريكي، ولد في 19 يناير 1837، وتوفي في 20 ديسمبر 1897. حزبياً، نشط في الحزب الجمهوري. وقد انتخب عضو جمعية ولاية ويسكونسن.